# São Brás de Alportel (freguesia)
A Freguesia de São Brás de Alportel, com sede na vila de São Brás de Alportel, é uma freguesia portuguesa do Município de São Brás de Alportel, freguesia com 153,37 km² de área e 11248 habitantes (censo de 2021), tendo, por isso, uma densidade populacional de 73,3 hab./km².
Sendo a única freguesia do seu município, coincidem a área e a população de ambos.
Pela Lei nº 178, de 01/06/1914, foi separada do concelho (atual município) de Faro a Freguesia de São Brás de Alportel, que passou a constituir um novo concelho sob a designação de concelho (atual município) de Alportel. Por esta mesma lei a povoação de São Brás é elevada à categoria de vila.

## Demografia
A população registada nos censos foi:
| Distribuição da População por Grupos Etários | Distribuição da População por Grupos Etários | Distribuição da População por Grupos Etários | Distribuição da População por Grupos Etários | Distribuição da População por Grupos Etários |
| -------------------------------------------- | -------------------------------------------- | -------------------------------------------- | -------------------------------------------- | -------------------------------------------- |
| Ano                                          | 0-14 Anos                                    | 15-24 Anos                                   | 25-64 Anos                                   | > 65 Anos                                    |
| 2001                                         | 1411                                         | 1192                                         | 5220                                         | 2209                                         |
| 2011                                         | 1535                                         | 1001                                         | 5743                                         | 2383                                         |
| 2021                                         | 1503                                         | 1030                                         | 5789                                         | 2926                                         |